# William Edwin Baldwin
William Edwin Baldwin (28 juillet 1827 – 19 février 1864) est un officier de l'armée confédérée officier pendant la guerre de Sécession.

## Guerre de Sécession
Propriétaire de librairie et membre d'une section locale de la milice à Columbus, au Mississippi, Baldwin s'enrôle dans l'armée confédérée peu après que le Mississippi a annoncé sa sécession de l'Union, acceptant une commission de colonel du 14th Mississippi Infantry. Stationné brièvement à Pensacola, en Floride, il est transféré avec son unité dans l'Est du Tennessee et plus tard dans le Kentucky central, où il combat et est plus tard capturé lors de la bataille de Fort Donelson. 
Après avoir été libéré lors d'un échange de prisonniers, il est promu brigadier général et envoyé dans le Tennessee de l'ouest, où il assume le commandement d'une brigade mixte de soldats du Mississippi et du Tennessee. Obtenant une distinction lors de la bataille de Coffeeville, Baldwin participera, plus tard, aux batailles de Port Gibson et Champion's Hill, ainsi qu'à la campagne de Vicksburg. Capturé une fois de plus, Baldwin réussit à obtenir sa libération et à être affecté dans le district de Mobile où il est tué dans un accident lorsque le bris d'un étrier le fait tomber de son cheval, près de la rivière Dog en Alabama.
William E. Baldwin est enterré dans le cimetière de l'amitié à Columbus au Mississippi.